# Munderfing
Munderfing es una localidad situada en el distrito de Braunau am Inn, en el estado de Alta Austria, Austria. Tiene una población estimada, a principios del año 2022, de 3021 habitantes.
Está ubicada al oeste del estado, cerca de la frontera con Alemania y el estado de Salzburgo, y del río Eno —un afluente derecho del Danubio—.